# 本町 (武蔵村山市)
本町（ほんまち）は、東京都武蔵村山市の町名。現行行政地名は本町一丁目から本町六丁目。郵便番号は208-0004。

## 地理
本町は武蔵村山市の中央部に位置する地域である。北は埼玉県所沢市勝楽寺、西は三ツ木、東は中央、南は三ツ藤、榎に隣接する。武蔵村山市役所が置かれている地域で、古くから発展してきた武蔵村山市の中心部と言える。五丁目は大部分が森林となっており、三丁目も半分近くが森林となっている。

### 地価
住宅地の地価は、2015年（平成27年）1月1日の公示地価によれば、本町1丁目32番2の地点で11万2000円/m2となっている。

## 歴史
1980年代の地番整理で中藤地区から分離し、「本町」と命名された。もともとは旧中藤村の村域であった。

## 世帯数と人口
2018年（平成30年）1月1日現在の世帯数と人口は以下の通りである。
| 丁目               | 世帯数    | 人口    |
| ------------------ | --------- | ------- |
| 本町一丁目         | 477世帯   | 1,072人 |
| 本町二丁目         | 520世帯   | 1,290人 |
| 本町三丁目         | 236世帯   | 599人   |
| 本町四丁目         | 195世帯   | 489人   |
| 本町五丁目・六丁目 | 102世帯   | 258人   |
| 計                 | 1,530世帯 | 3,708人 |

## 小・中学校の学区
市立小・中学校に通う場合、学区は以下の通りとなる
| 丁目       | 番地 | 小学校                 | 中学校                 |
| ---------- | ---- | ---------------------- | ---------------------- |
| 本町一丁目 | 全域 | 武蔵村山市立第一小学校 | 武蔵村山市立第一中学校 |
| 本町二丁目 | 全域 | 武蔵村山市立第一小学校 | 武蔵村山市立第一中学校 |
| 本町三丁目 | 全域 | 武蔵村山市立第一小学校 | 武蔵村山市立第一中学校 |
| 本町四丁目 | 全域 | 武蔵村山市立第一小学校 | 武蔵村山市立第一中学校 |
| 本町五丁目 | 全域 | 武蔵村山市立第一小学校 | 武蔵村山市立第一中学校 |
| 本町六丁目 | 全域 | 武蔵村山市立第一小学校 | 武蔵村山市立第一中学校 |

## 交通
道路
- 東京都道5号新宿青梅線（青梅街道・新青梅街道）
- 東京都道55号所沢武蔵村山立川線
- 東京都道59号八王子武蔵村山線

## 施設
- 武蔵村山市役所
- 武蔵村山市民会館（さくらホール）
- 武蔵村山市立第一小学校
- 武蔵村山市立第一中学校
- まどか保育園
- 中久保図書館
- 村山郵便局
- りそな銀行村山支店
- 西武信用金庫村山支店
- オザム村山店
- ジョナサン武蔵村山店
- 和食さと武蔵村山店
- 横龍山吉祥院 - 曹洞宗の寺院。狭山三十三観音霊場第22番札所。